# COASTMAP
COASTMAP — мнемонічний акронім для запам'ятовування ключових питань при зборі психіатричного анамнезу. Мнемонічний акронім часто застосовується у екстреній медицині при вторинному огляді.

## Значення
Мнемонічний акронім розшифровується:
| C | — | Consciousness   | — |  | Cвідомість (рівень свідомості) |
| O | — | Orientation     | — |  | Oрієнтація у часі та просторі  |
| A | — | Activity        | — |  | Aктивність                     |
| S | — | Speech          | — |  | Мовлення                       |
| T | — | Thought         | — |  | Мислення                       |
| M | — | Memory          | — |  | Пам'ять                        |
| A | — | Affect and mood | — |  | Емоційний стан та настрій      |
| P | — | Perception      | — |  | Сприйняття                     |